# Crotalaria filifolia
Crotalaria filifolia là một loài thực vật có hoa trong họ Đậu. Loài này được Rose miêu tả khoa học đầu tiên.